# Quetelet (kráter)
Quetelet je měsíční impaktní kráter nacházející se na severní hemisféře na odvrácené straně Měsíce a tudíž není pozorovatelný přímo ze Země. Má průměr 55 km, pojmenován je podle belgického astronoma a matematika Adolpha Queteleta.
Západně leží kráter Von Zeipel, severozápadně se nachází kráter Schlesinger.

## Satelitní krátery
V okolí kráteru se nachází několik menších kráterů. Ty byly označeny podle zavedených zvyklostí jménem hlavního kráteru a velkým písmenem abecedy.
| Quetelet | Sel. šířka | Sel. délka | Průměr |
| -------- | ---------- | ---------- | ------ |
| T        | 42.8° S    | 137.6° Z   | 46 km  |